# 微笑三太郎
微笑 三太郎（ほほえみ さんたろう）は、漫画『ドカベン』に登場する架空の人物。アニメ版の声優は安原義人。

## 人物
- 外野手（左翼手）、捕手。右投右打。誕生日は6月15日（『プロ野球編』以降の設定では1976年生まれ）。器用な選手で使い勝手も良く里中が負傷欠場の際は投手に入った岩鬼に代わり三塁手を務めた事もあり、内野手も出来る。また山田、岩鬼に次ぐ長距離砲でもある。高校編では初登場では岩鬼にやや劣る程度のがっしりした体格をしていたが、時間の経過と共に長身だが標準体型にデザインが変わっていった。
- いつも笑っているような顔をしている。キャッチフレーズは「にっこり笑って人を斬る」。ただし常に笑っているような顔だからといって温厚な性格と言う訳ではなく、明訓高校時代に洗濯をサボっていた後輩の渚と高代を叱り怒鳴り散らした事もある（同時に当時の土井垣監督には自身は途中転校で共にプレーした事がないが苦悩する土井垣を視て「日本ハムに行っていれば、こんな苦労しなくて済んだだろうに」と目上の者として尊敬し心配していた）。紫義塾戦でも相手投手から「笑っていて勝負になるか」と言われるが「これで普通（の顔）だ、安心せい」と切り返していた。しかし、横浜学院戦で土門から本塁打を打つ際は「キッ」と目から笑顔が消えるシーンもある。『プロ野球編』でも、広仲塁に「心で怒って外見では笑っている」と発言していた。
- しかし絶不調に陥ると微笑が消えることもある。『スーパースターズ編』でもスタメン落ちで同じ状態になっている。これはデビュー年の1995年に「おれも笑っているだけじゃダメか」というセリフがあるため、これ以降そうなったと思われる。

## 経歴

### 高校時代
- 1年夏の甲子園終了後に、明訓高校に転校してくる。元々は、土門剛介の剛球を捕ることができる捕手として横浜学院に転校する予定だったが、土門に山田太郎と同じ「ドカベン」の愛称が付いていたことから、勘違いで明訓に転校してしまった（にもかかわらず、微笑の明訓転校前に甲子園で戦ったいわき東高校の緒方勉が、微笑の知り合いであるかのように話す場面が『スーパースターズ編』で出てくる）。その後、土門が予定通り横浜学院に来るように促すが、「（練習に参加したことで明訓に）情が移った」ということで断る。
- 転校当初のポジションは山田と同じ捕手。その後、徳川監督の鶴の一声で、三塁を守ることになる（山田の負傷時などには捕手を務めた）。秋季大会後、左翼のポジションに落ち着く。二塁手の殿馬と並び明訓の鉄壁の守備の一つとなる。しかし実際には捕手としてのプライドも持っており、土門の誘いを断ったことを後悔したこともあると、後にプロ野球編で語っている。
- 捕手としては、強気のリードを行う。里中とバッテリー組んだ際は強気が裏目に出て打たれた。一方キャッチングは秀逸であり、岩鬼の剛速球を難なく受け、暴投の捕球も後逸することなくキャッチし、素早い体制立て直しでランナーを釘付けにした。
- 強肩快打の外野手として主に5番を打ち、「明訓五人衆」の一人と呼ばれる。山田がスタメン欠場していたクリーンハイスクール戦や光戦では4番を打った。1年秋の県大会では土門から逆転サヨナラ満塁ホームランを放った。
- メインキャラであるが、「明訓四天王」と呼ばれる他の4人と比べると作中の扱いは不遇である。例として、相手投手が不知火守や中西球道の様な超高校級投手になると、そのほとんどの打席が三振で終わらされてしまう（高校時代の不知火との対戦成績は判明している限りで10打数１安打である）、プロ野球編でも五人衆で唯一セ・リーグ所属となり出番が少ない、スターズ編でトレードされるなどである。
- 1年秋の大会中には土井垣のモノローグで「微笑が投げるようでは負け試合」と投手としては戦力にならないと評されている。
- 強敵との対戦では打撃よりも守備での活躍が目立ち、不知火も幾度か微笑の美技に煮え湯を飲まされている。
- 室戸学習塾の犬飼知三郎には相性が良く、その試合は4安打している。また、微笑との初対決の際に、「打率3割5分2厘、天下の明訓の5番だし要注意」という知三郎の台詞もあり、微笑の打率を知ることができる。

### プロ時代
- 3年夏の甲子園終了後、プロ野球ドラフト会議で読売ジャイアンツから3位で指名され、高校卒業後入団。一年目からレギュラーとして活躍した。
- 巨人では外野を守ることがほとんどだったが、オールスターやオープン戦などでは捕手のポジションについたこともある。1年目のオールスターでは山田太郎の第一打席の時のみ捕手を谷繁元信（横浜）の代わりに務め、（その時に、谷繁は微笑の代わりにレフトの守備についている。尚、山田の打席が終わると、守備位置は元通りに戻った。）土門（全セの先発投手）が夢見たバッテリーが実現している。打順は、1年目の1995年は松井秀喜・落合博満の後を打つ5番、2年目の1996年以降は主に1番を任されていた。オールスターゲームでは1998年（千葉マリンスタジアム）は全セの2番、1999年（西武ドーム）では4番、2002年（東京ドーム）は全セの3番に座り、1番には1998年と2002年は高橋由伸、1999年は鈴木尚典が入った。2003年（大阪ドーム）は全セのスタメンが阪神タイガースに所属している選手のみで組まれたため6回裏に今岡誠の代打で登場し、斉藤和巳から同点本塁打を放ち同試合のMVPに選出された。才能を開花させてからはホームランバッターがそろう巨人らしく､ホームラン狙いの打撃に徹するようになる。
- 一時期ホームランを増やすために行なった打撃改造が原因でスランプに陥り、二軍落ち寸前の所まで行ったが、半ばヤケで敢行した無駄な力を抜いての当てにいくスイングが見事にハマりスランプを脱出、ホームランを量産するようになった。このようにプロ入り前からプロ級の能力を持っていた同期の明訓メンバーと違い、微笑はプロ入り後に素質を開花させた。
- この後はタイトル争いの常連となり、松井、清原和博らと共に巨砲三銃士と呼ばれるようになった。1999年から2001年にかけて三年連続の50本塁打を記録。2000年はオールスター戦を挟み5打席連続本塁打のプロ野球記録（後に山田に破られる）をマーク。またオールスターでも3打席連続本塁打を放っており（守備で負傷し途中交代し出場は1試合のみ）、オールスターも含めると8打席連続本塁打の離れ業をやってのけた。
- 2003年オフ、FA権を取得し巨人時代の先輩の松井が在籍するニューヨーク・ヤンキースへの移籍が有力となるもこれを蹴り、土井垣将率いる新球団・東京スーパースターズへ移籍。明訓五人衆が復活した。
- スーパースターズでは主に3番を任されているものの、ヒット性のあたりがファインプレーによってアウトにされたり、ホームラン性の当たりをファンにキャッチされエンタイトルツーベースにされたりし、また、スラッガーといわれながらバントをする場面も多い。普通のヒットを打った描写はあまり見られず、ほとんどがセーフティーバントでのヒットである。ただ描かれていない試合では活躍しているようで、2008年シーズンは30本塁打を記録している。2006年シーズン終了時の12年間で通算325本塁打。 つまり、最低でも355本塁打放っていることになり、現実世界のNPBでは歴代27位相当（2013年シーズン終了時点）の大スラッガーである。
- 2010年は4月終了時点で打率1割9分と打撃不振に陥り、レギュラーから外された。その後代打として起用されたが結果が残せず、酒丸諒太との交換トレードで広島東洋カープに移籍した。本人は引退し、勉強しなおした上で高校の教師になろうと考えていたが、広島が酒丸を交換相手に微笑を欲していたことで誠意を感じ、取りやめた。
- 『ドリームトーナメント編』の開始に合わせ、新球団として発足した京都ウォーリアーズに移籍し、選手兼任監督に就任した。

## 主な記録
- 本塁打王3回（1999～2001年）
- 最高出塁率1回（1998年）
- 日本シリーズMVP1回（2000年）
- オールスターMVP2回（2000、2003年）
- 1試合4本塁打（2000年7月20日） - 4打席連続。セ・リーグ記録。
- 5打席連続本塁打（2000年7月20日～28日） - セ・リーグ記録。オールスターを含むと8打席連続。
- 8試合連続本塁打（1999年4月2日～?日）
- オールスター3打席連続本塁打（2000年7月22日） - プロ野球タイ記録。

## 背番号
- 07（1995年 - 2003年、2010年途中 - 2011年）
- 7（2004年 - 2010年途中）
- 3（2012年 - ）